# Nahum (boek)
Het boek Nahum (Hebreeuws: נַחוּם, Naḥūm: "Troost", of "Trooster") is het 34e boek van de Hebreeuwse Bijbel en het zevende in de serie Kleine profeten. Het bevat een profetie over de ondergang van Nineve, de hoofdstad van het Assyrische Rijk.

## Auteur en ontstaan
Volgens de inleiding (1:1) bevat het boek profetieën en visioenen van de profeet Nahum. Over hem is niet meer bekend dan dat hij afkomstig is uit Elkos, een plaats waarvan we de ligging niet kennen.
Wanneer het boek in zijn huidige vorm ontstaan is, is niet met zekerheid te zeggen. Sommigen plaatsen het in de tweede helft van de zevende eeuw voor Christus, voor de val van Nineve in 612 v.Chr.. Anderen plaatsen het in de vijfde of vierde eeuw voor Christus. 

## Opbouw en inhoud
De inleiding van het boek bevat twee karakteriseringen:
- Profetie (of: godsspraak) over Nineve
- Boek van het visioen (of: gezicht) van Nahum

Het boek begint na de inleiding met een acrostichon (een alfabetische psalm, 1:2-8). Hiervoor moet echter wel een aantal veranderingen aangebracht worden in de overgeleverde tekst. Deze overgeleverde tekst is op sommige punten erg onduidelijk en er bestaan dan ook grote verschillen tussen de verschillende Bijbelvertalingen van dit gedeelte.
De inhoud van het boek kan in twee delen verdeeld worden:
1. De macht van God, het herstel van Juda en de wraak op Nineve (1:2-2:3)
Dit deel begint met een alfabetische psalm (1:2-8). Daarna volgen heilswoorden voor het Koninkrijk Juda (1:9-10, 12-13, 2:1-3) en onheilswoorden voor Nineve (1:11, 1:14).
2. Nineve wordt overwonnen door zijn vijanden (2:4-3:19)
Dit deel bestaat uit drie onheilsprofetieën tegen Nineve (2:4-11, 3:1-6, 3:8-17) die telkens culmineren in een rouwklacht met spottende ondertoon (2:12-13, 3:7, 3:18-19).